# Złotów (gmina)
Złotów est une gmina rurale du powiat de Złotów, Grande-Pologne, dans le centre-ouest de la Pologne. Son siège est la ville de Złotów, bien qu'elle ne fasse pas partie du territoire de la gmina.
La gmina couvre une superficie de 292,5 km2 pour une population de 9 052 habitants.

## Géographie

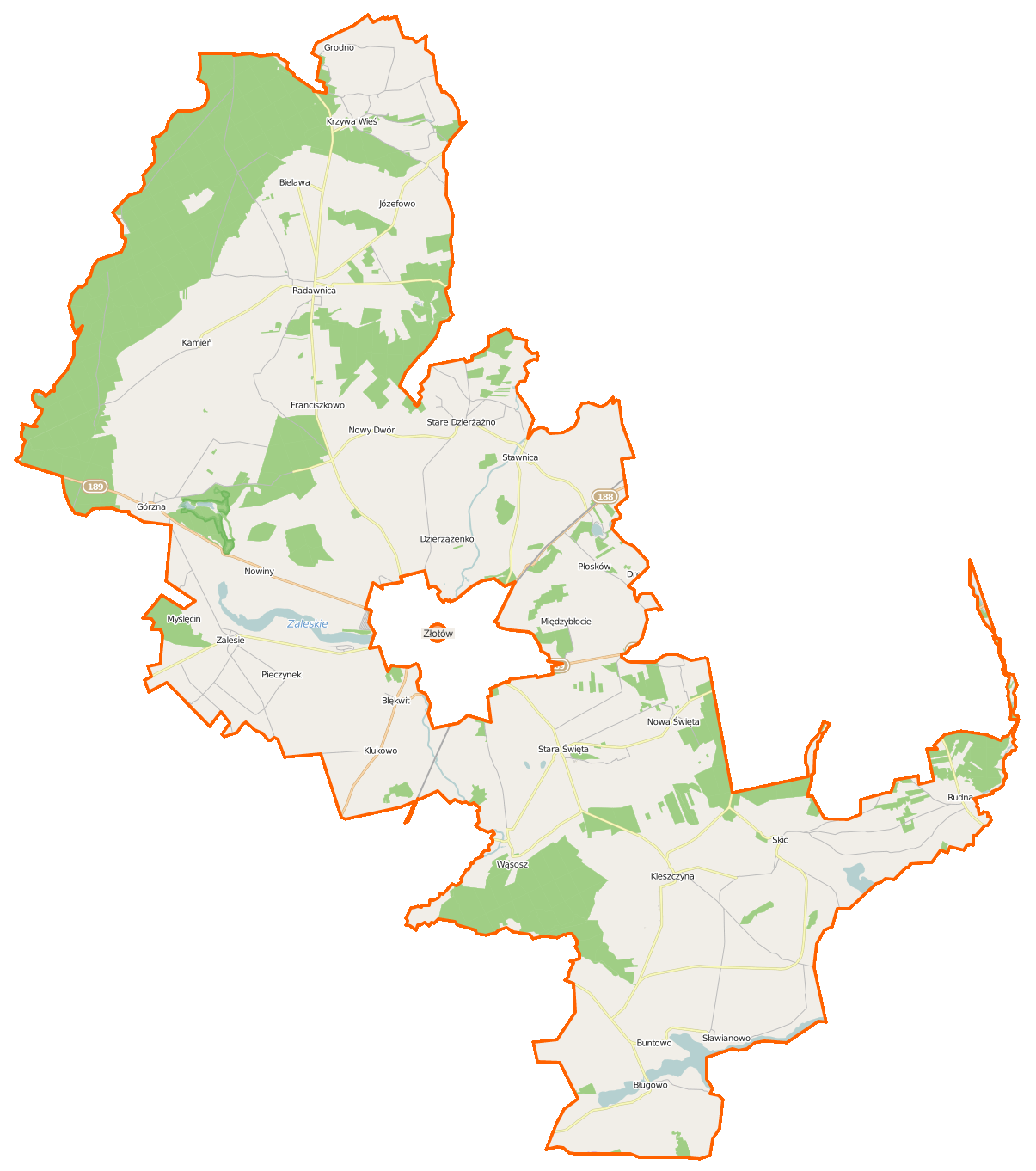
Plan de la gmina.

La gmina inclut les villages de :
- Bielawa
- Blękwit
- Bługowo
- Buntowo
- Dzierzążenko
- Franciszkowo
- Górzna
- Józefowo
- Kamień
- Kleszczyna
- Klukowo
- Krzywa Wieś
- Międzybłocie
- Nowa Święta
- Nowiny
- Nowy Dwór
- Pieczynek
- Płosków
- Radawnica
- Rudna
- Skic
- Sławianowo
- Stare Dzierząźno
- Stawnica
- Święta
- Wąsosz
- Zalesie

### Gminy voisines
La gmina de Złotów est bordée des gminy et la ville de :
- Jastrowie
- Krajenka
- Lipka
- Łobżenica
- Okonek
- Tarnówka
- Więcbork
- Wysoka
- Zakrzewo
- Złotów

## Structure du terrain
D'après les données de 2002, la superficie de la commune de Złotów est de 292,5 km2, répartis comme tel :
- terres agricoles : 68 % ;
- forêts : 23 %.

La commune représente 17,61 % de la superficie du powiat.

## Démographie
Données du 30 juin 2004 :
| description        | Total  | Total | Femmes | Femmes | Hommes | Hommes |
| ------------------ | ------ | ----- | ------ | ------ | ------ | ------ |
| Unité              | Nombre | %     | Nombre | %      | Nombre | %      |
| population         | 9 006  | 100   | 4 407  | 48,9   | 4 599  | 51,1   |
| Densité (hab./km²) | 30,8   | 30,8  | 15,1   | 15,1   | 15,7   | 15,7   |